# Aspidogyne roseoalba
Aspidogyne roseoalba är en orkidéart som först beskrevs av Robert Louis Dressler, och fick sitt nu gällande namn av Paul Ormerod. Aspidogyne roseoalba ingår i släktet Aspidogyne och familjen orkidéer. Inga underarter finns listade i Catalogue of Life.